# 오언 부시

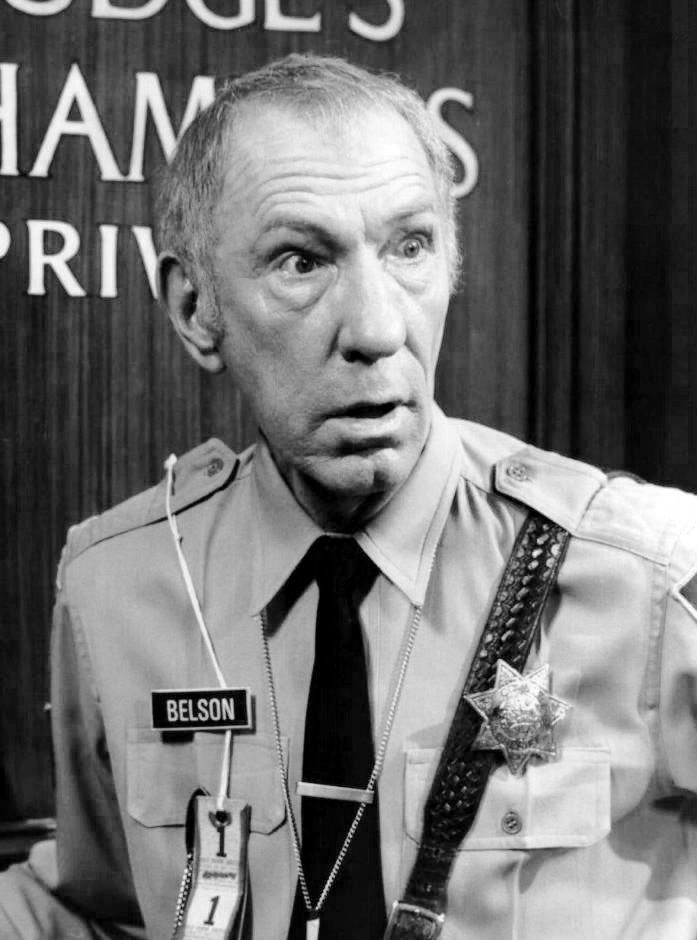

오언 부시(Owen Bush, 1921년 11월 10일 ~ 2001년 6월 12일)는 미국의 배우이다.
로스앤젤레스에서 사망하였다.

## 출연 작품
- 위 리브 인 퍼블릭 (2009년)
- 레드 레터 (2000년)
- 리틀 디노 3 (1995년)
- 검은 아기 요람 (1994년)
- 리틀 디노 2 (1994년)
- 할아버지는 멋쟁이 (1986년)
- 최후의 스타화이터 (1984년)
- 배니싱 포인트 (1971년)
- 리버스 (1969년)
- 우리에게 내일은 없다 (1967년)
- 겟 스마트 (1965년)
- 카니발 (1964년)

### 텔레비전
- 명탐정 바나비 존즈 (1973년)
- 제5전선 (1966년)
- 보난자 (1959년)
- 딜론 보안관 (1955년)
- 디즈니랜드 (1954년) - 톰 역